# 응가나산어
응가나산어 또는 응아나산어(Nganasan)는 러시아 북부 타이미르반도의 응가나산인들이 사용하는 사모예드어파 언어이다. 2010년 인구조사 기준으로, 860명의 응가나산인 중 125명만이 사용하고 있어 절멸 위기에 놓인 것으로 평가된다. 응가나산어는 사모예드계 언어 중 가장 동떨어져 있으며, 다른 사모예드 언어들에서도 그러하듯 상당수의 어휘의 기원이 불분명하여 기층 언어의 존재를 추정하는 학자도 있다.